# Thaisaurus
Thaisaurus chonglakmanii, Thaisauridae
Famille
Genre
Espèce
Thaisaurus est un genre fossile d'ichthyosaures primitifs ayant vécu au Trias inférieur, soit il y a environ entre 251,904 et 246,7 millions d'années. C'est l'un des plus anciens ichthyosaures. 
Une seule espèce est rattachée au genre, Thaisaurus chonglakmanii. Elle a fait l'objet d'une description préliminaire en 1991 par Jean-Michel Mazin et ses collègues. Elle est le seul taxon rattaché à la famille des Thaisauridae, créée par M. W. Maisch en 2010.

## Répartition
Ses restes fossiles ne sont connus que sur un seul site en Thaïlande,.

## Classification
Les analyses phylogénétiques réalisées par Michael W. Maisch et Andreas T. Matzkeen en 2000 et 2003, aboutissent au cladogramme suivant, avec les noms de clades attribués par Michael W. Maisch en 2010. Il montre que Thaisaursus est le plus basal des ichthyosaures :
- Ichthyosauria
  - Thaisaurus
  - 
    - Utatsusaurus
    - 
      - Grippidia
        - Chaohusaurus
        - Grippia

      - 
        - Parvinatator
        - 
          - Quasianosteosaurus
          - Hueneosauria
            - Mixosauria
            - Longipinnati
              - Toretocnemidae
              - 
                - Cymbospondylidae
                - vers Merriamosauria →

- → Merriamosauria
  - Pessopteryx (=Merriamosaurus)
  - 
    - Besanosaurus
    - 
      - Shastasaurus
      - 
        - Shonisaurus
        - 
          - Mikadocephalus
          - 
            - Californosaurus
            - 
              - Callawayia
              - Parvipelvia
                - Macgowania
                - Hudsonelpidia
                - Neoichthyosauria
                  - Temnodontosaurus
                  - 
                    - Eurhinosauria
                    - 
                      - Suevoleviathan
                      - Thunnosauria
                        - Ichthyosaurus
                        - 
                          - Stenopterygius
                          - Ophthalmosauridae